# شیر خفته
شیر خفته فیلمی به کارگردانی محمود کوشان و نویسندگی جمشید صداقت‌نژاد، اسماعیل کوشان محصول سال ۱۳۵۵ خورشیدی است. این فیلم به صورت رنگی محصول مشترک ایران در استودیو «پارس فیلم» و آلمان غربی است. فیلم شیر خفته در آلمان با عنوان "Rebellen" منتشر شد.
این فیلم روایتی از حال و احوال عصر ناصری، در جریان نهضت تنباکو می‌باشد، که در آن به سیاستهای دخالت استعماری انگلیس و روسیه تزاری برای چپاول ایران تا قیام مردم و لغو قرارداد امتیاز انحصار توتون و تنباکو (رژی) می‌پردازد.
فیلم شیر خفته در آبان ١۴٠٠ با حذف بخش‌های زیادی از محتوا، به خصوص حذف کامل بازی شخصیت آرام (اعظم میرحسینی) از شبکهٔ چهار صدا و سیمای جمهوری اسلامی پخش شد.

## داستان
عمال سفارت خانهٔ روس و انگلیس و امنیه‌های قوای مرکزی روزگار را بر مردم تنگ کرده‌اند. محمودخان، که منشی سفارت انگلیس است، از کار در سفارت خانه انگلیس استعفا می‌دهد و به مردم می‌پیوندد و آن‌ها را علیه انگلیسی‌ها و قوای مرکزی می‌شوراند. میرزای شیرازی فتوای تحریم تنباکو را صادر می‌کند و مردم به ادارهٔ دخانیات حمله می‌برند. علی، فرزند داود خان، به انقلابیان می‌پیوندد و انگلیس‌ها داودخان را، که منشی سفارت است، سرزنش می‌کنند. محمودخان و گروهی از یاران او دستگیر و به تبریز تبعید می‌شوند؛ اما در بین راه به کمک گروهی از مردم می‌گریزند و با پوشش امنیه‌ها وارد شهر می‌شوند. داودخان از منشی گری سفارت انگلیس معزول می‌شود و توسط یکی از عوامل خارجی به قتل می‌رسد. مردم به رهبری محمد محمود خان - که با چاپ روزنامه و اعلامیه در آگاه کردن مردم می کوشدـ به کنسول گری انگلیس یورش می‌برند و پس از گریختن سر کنسول سفارت، ساختمان سفارتخانه را ویران می‌کنند.

## بازیگران
اسامی بازیگران فیلم شیر خفته به شکل* و ترتیب نمایش در عنوان‌بندی آغازین نسخه فارسی فیلم  :
1. عزت‌الله انتظامی
2. منوچهر فرید
3. همایون اشکان
4. ایوان دسنی
5. آرام (اعظم میرحسینی)
6. گیلا وایتر هاوزن (گیلا فان وایتِس‌هاوزن)
7. فرخ ساجدی
8. محسن مهدوی
9. و. کلدورف (رینهارد کولدهوف)
10. شایدر
11. [جهانگیر] صمیمی‌فرد
12. [علی اکبر] مهدوی‌‌فر
13. [نعمت‌اله] گرجی
14. محمدی
15. رضا غیاثی
16. غفاری
17. [سامی] تحصنی
18. [منوچهر] حامدی
19. آنوش (آنوشاوان هاروتیونیان)
20. حسن رضایی
21. نیک اخلاق
22. [جمشید] صداقت‌نژاد
23. [اکبر] خواجوی
24. [بهزاد] رحیم خانی 
سایر بازیگران که در عنوان‌بندی درج نشده‌اند:
25. هربرت تیده
26. حسین قاسمی‌وند
27. فرخ لقا هوشمند

* اسامی داخل کروشه و پرانتز در عنوان بندی و یا پوستر درج نشده‌اند، به معنی که این بازیگران در زمان خود به این نامها شهرت داشته‌اند.

## تولید فیلم
شیر خفته با همکاری عوامل آلمانی و ایرانی ساخته شد. کار صدابرداری و دوبله فیلم به مدیریت ابوالحسن تهامی در مردادماه سال ۱۳۵۵ انجام شده است .

عزت الله انتظامی در کتاب «آقای بازیگر» درباره نحوه تولید «شیر خفته» اشاره می کند که:
"فیلم، دو فیلم‌نامه و دو کارگردان متفاوت ایرانی و آلمانی داشت. آلمانی ها برداشت‌های خودشان را مطابق سیستم نظام‌مند خودشان گرفتند و رفتند و نسخه ایرانی را خود دکتر کوشان بعدا سر و سامان داد!"
از این روست که در اخبار تولید این فیلم نام یواخیم هس (Joachim Hess) به عنوان کارگردان درج شده است  و در عنوان‌بندی نسخه فارسی فیلم نیز، از وی با نام «یو هس» و با عنوان مشاور کارگردان در کنار حسین قاسمی‌وند نام‌ برده شده است.
در برنامه‌ریزی‌های اولیه قرار بر این بوده که نقش مکمل عزت الله انتظامی را بیک ایمانوردی بازی کند ولی از آنجایی که تهیه‌کننده فیلم در نظر داشت نام انتظامی را در عنوان‌بندی و تبلیغات قبل از نام رضا بیک ایمانوردی قید نماید، وی از بازی در این فیلم منصرف شد .